# Lisa Gardner
Lisa Gardner (nacida en 1972) es una novelista estadounidense superventas número 1 del New York Times. Es autora de más de 20 novelas de suspenso, publicadas en más de 30 países. Comenzó su carrera escribiendo suspenso romántico bajo el seudónimo Alicia Scott, antes de la publicación de su novela de suspenso de éxito nacional, The Perfect Husband, en 1997. Sus créditos en cine y televisión incluyen At the Midnight House (CBS), Instinct to Kill, The Survivors Club (CBS) y Hide (TNT), así como apariciones en Murder by the Book de TruTV y en CNN.

## Biografía
Criada en Hillsboro, Oregón, se graduó en el instituto Glencoe High School de esta ciudad. Su novela Desaparecida está ambientada en una versión ficticia de Tillamook, Oregón.
A mediados de los años 90, fue analista de investigación en Boston con Mercer Management (ahora Oliver Wyman). Ella atribuye a sus largos días haciendo investigación el obtener las habilidades necesarias para seguir una línea de investigación mientras aprende nuevos temas.
Desde 2014, Gardner vive en Inglaterra Nueva con su familia. Es conocida por su labor rescatando animales y niños en riesgo, recibiendo el Silver Bullet Award de International Thriller Writers en 2017 por sus esfuerzos.

### Como Lisa Gardner

#### Novelas
Serie FBI Profiler, o Quincy & Rainie:
1. The Perfect Husband (1997), ISBN 1-56865-601-7
2. The Third Victim (2001), ISBN 0-7394-1471-2
3. The Next Accident (2001), ISBN 0-553-80238-0
4. Tiempo de matar (The Killing Hour) (2003), ISBN 0-553-80252-6
5. Desaparecida (Gone) (2006), ISBN 0-553-80431-6
6. Say Goodbye (2008), ISBN 0-553-80433-2
6.5. "The 4th Man" (2016), cuento, ISBN 978-1-53662-811-1, crossover con la serie Detective Warren
7. Right Behind You (2017), ISBN 978-0-525-95458-3
8. When You See Me (2020), ISBN 978-152474-500-4, crossover con la serie Detective Warren

Serie Detective Warren (Detective D.D. Warren):
1. Sola (Alone) (2004), ISBN 0-553-80253-4
2. Escondida (Hide) (2007), ISBN 978-0-553-80432-4
3. The Neighbor (2009), ISBN 978-0-553-80723-3
4. Live to Tell (2010), ISBN 978-0-553-80724-0
5. Y yo a ti más (Love You More) (2011), ISBN 978-0-553-80725-7, crossover con la serie Agente Tessa Leoni
5.5. "The 7th Month" (2012), cuento, ISBN 978-0-755-39313-8
6. Catch Me (2012), ISBN 978-0-525-95276-3
7. Fear Nothing (2014), ISBN 978-0-525-95308-1
7.5. "3 Truths and a Lie" (2016), cuento, ISBN 978-1-511-36888-9
8. Find Her (2016), ISBN 978-0-525-95457-6
8.5. "The 4th Man" (2016), cuento, ISBN 978-1-53662-811-1, crossover con la serie FBI Profiler
9. Look for Me (2018), ISBN 978-1-524-74205-8
9.5. "The Guy Who Died Twice" (2019), cuento, ISBN 978-1-524-74540-0
10. Never Tell (2019), ISBN 978-1-78089-771-4
11. When You See Me (2020), ISBN 978-152474-500-4, crossover con la serie FBI Profiler

Serie Agente Tessa Leoni (Tessa Leoni):
1. Y yo a ti más (Love You More) (2011), ISBN 978-0-553-80725-7, crossover con la serie Detective Warren
2. Sin compromiso (Touch & Go) (2013), ISBN 0-525-95307-8
3. Crash & Burn (2015), ISBN 0-525-95456-2

Serie Frankie Elkin:
1. Before She Disappeared (2021), ISBN 1-524-74504-9
2. One Step Too Far (prevista en 2022)

Independientes:
- The Other Daughter (1999), ISBN 0-7394-0414-8
- The Survivors Club (2002), ISBN 0-553-80251-8
- I'd Kill For That (2004), con más autores, ISBN 0-312-93696-6

#### Cuentos
- "The 7th Month" (2012), ISBN 978-0-755-39313-8, serie Detective Warren
- "3 Truths and a Lie" (2016), ISBN 978-1-511-36888-9, serie Detective Warren
- "The 4th Man" (2016), ISBN 978-1-53662-811-1, crossover de las series FBI Profiler y Detective Warren
- "The Guy Who Died Twice" (2019), ISBN 978-1-524-74540-0, serie Detective Warren

#### No ficción
- Mom's Other Medicine  (2021), guía

### Como Alicia Scott

#### Novelas
Serie Walking After Midnight:
1. Walking After Midnight (1992), ISBN 0-373-07466-2
2. Shadow's Flame (1994), ISBN 0-373-07546-4

Serie Guiness Gang:
1. At the Midnight Hour (1995), ISBN 0-373-07658-4
2. Hiding Jessica (1995), ISBN 0-373-07668-1
3. The Quiet One (1996), ISBN 0-373-07701-7
4. The One Worth Waiting For (1996), ISBN 0-373-07713-0
5. The One Who Almost Got Away (1996), ISBN 0-373-07723-8

Serie Family Secrets, o Maximillian's Children:
1. Maggie's Man (1997), ISBN 0-373-07776-9m
2. Macnamara's Woman (1997), ISBN 0-373-07813-7
3. Brandon's Bride (1998), ISBN 0-373-07837-4

Independientes:
- Waking Nightmare (1994), ISBN 0-373-07586-3
- Partners in Crime (1998), ISBN 0-373-65014-0
- Marrying Mike... Again (1999), ISBN 0-373-07980-X, serie Men in Blue #13

#### Cuentos
Serie Partners in Crime (serie 36 Hours #9):
1. "Partners in Crime Part 1" (2014), novela corta
2. "Partners in Crime Part 2" (2014), novela corta
3. "Partners in Crime Part 1" (2014), novela corta

## Adaptaciones
- At The Midnight Hour (1995), telefilme dirigido por Charles Jarrott, basado en la novela At The Midnight Hour
- Instinct to Kill (2001), película dirigida por Gustavo Graef-Marino, basada en la novela The Perfect Husband
- The Survivors Club (2004), telefilme dirigido por Christopher Leitch, basado en la novela The Survivors Club
- Hide (2011), telefilme dirigido por John Gray, basado en la novela Escondida

## Premios
- Hardcover Thriller of the Year de International Thriller Writers, por The Neighbor
- Grand Prix des Lectrices de Elle en Francia, por The Neighbor
- Daphne du Maurier Award en 2000, por The Other Daughter